# JNLP
Java Network Launching Protocol (JNLP) est le format de fichier associé à la technologie Java Web Start. Il s'agit de pouvoir déployer des applications Java à partir d'un navigateur web.
Il suffit de déposer sur un site web un fichier jnlp décrivant l'application et ses dépendances, et de déposer un lien pointant vers ce fichier pour que le système déploie directement l'application. Cette opération nécessite que Java soit installé sur le poste client.

## Exemple
```
<?xml version="1.0" encoding="utf-8"?>

<!-- JNLP File for PSNext Application -->

<jnlp
  
spec=
"1.0+"
   
codebase=
"url de base de l'application"
  
href=
"fichier jnlp"
>

   	
<information>

 		
<title>
Nom
 
de
 
l'application
</title>

		
<vendor></vendor>

     		
<homepage
 
href=
"http://www.homepage.com"
/>

     		
<description>
Description
 
de
 
l'application
</description>

     		
<icon
 
href=
"AppIcon.gif"
/>

	
</information>

   	
<security>

       		
<all-permissions/>

  	
</security>
 

  	
<resources>
 

    		
<j2se
 
href=
"http://java.sun.com/products/autodl/j2se"
 
version=
"1.4.2+"
 
max-heap-size=
"128m"
/>

		
<jar
 
href=
"lib1.jar"
/>

     		
<jar
 
href=
"lib2.jar"
/>

     		
<jar
 
href=
"utilities.jar"
/>

   	
</resources>

   	
<application-desc
 
main-class=
"com.test.gui.Main"
>

  		
<argument>
-showSavePwd
</argument>

  	
</application-desc>

 
</jnlp>

```

## Liens